# Thelenbach
Der Thelenbach ist ein Bach in Bonn, Stadtbezirk Beuel. Seine Gesamtlänge beträgt 1,33 Kilometer, sein Einzugsbereich umfasst 0,4 Quadratkilometer. Der Bach ist ein schwach naturnahes Stadtgewässer das meist nur wenig Wasser führt. Ufergehölze fehlen, jedoch sind Hochstaudenfluren zu finden.